# Padre Ángel
Ángel García Rodríguez (Mieres del Camino, Asturias; 11 de marzo de 1937), más conocido como el padre Ángel, es un sacerdote y filántropo católico español. Es el fundador y presidente de la ONG Mensajeros de la Paz, galardonada con el Premio Príncipe de Asturias de la Concordia en 1994.

## Biografía
Ángel García nació en Mieres del Camino y pronto se mudó a Rebollada debido a que su padre trabajaba en Fábrica de Mieres. Su labor filantrópica se inició en 1962, tras una visita al Orfanato de Oviedo, recién ordenado sacerdote. Allí fue destinado ocupándose de la capellanía. Ese año funda su ONG junto con Ángel Silva Sánchez. Asentado en Madrid, desde su parroquia, San Antón, ha emprendido diversas iniciativas solidarias. La iglesia permanece abierta las 24 horas del día, para alojar a personas sin techo y ofrecerles desayuno. En 2016 abrió el restaurante Robin Hood, que tiene la particularidad de ser un establecimiento normal durante el día pero que, a partir de las 19 horas, ofrece cena gratuita a personas desfavorecidas.

## Distinciones recibidas
- Medalla de Oro al Mérito en el Trabajo 2014.
- Medalla de San Isidoro de Sevilla (2017), de la Unión Nacional de Escritores de España.
- Socio de Honor de KM Solidarity 2018.
- Premio Beato de Liébana a la Cohesión Internacional, en 2019.[4]
- Premio Fernando de los Ríos 2024.